# 营
營是现代陸軍的编制，約500至1,000人，由若干个连组成，通常屬於同一類兵種，會再擁有一個营部連或其它戰鬥支援單位。营的指揮官由军官担任，称为「营长」，军衔一般是中校或者少校。在现代军队编制中，营是一个战役戰術单位，隸屬於一個團、群或旅，擁有一個以上的補給來源，使其能夠維持幾天以上的行動。
在日語和朝鮮漢字地區把此單位称为“大队”，部分國家的“騎兵中隊”也大約等同於營。另外營與空軍的中隊相當。

北約APP-6A標圖符號，两槓代表营

## 中華民國
一個步兵營通常配置1個營部連、3個步兵連、1個兵器連；一個機械化步兵營配置1個營部連和3個機械化步兵連；一個戰車營配置1個營部連和3個戰車連；一個砲兵營配置1個營部連和3個砲兵連。營長為中校擔任，另有少校副營長和少校營輔導長。
為了發揚聯合兵種作戰能力，中華民國陸軍於2019年開始讓各裝甲旅和機械化步兵旅下轄“聯兵營”，其中裝甲聯兵營配置2個戰車連、1個機械化步兵連、1個火力支援連、1個戰鬥支援連，步兵聯兵營配置2個機械化步兵連、1個戰車連、1個火力支援連，1個戰鬥支援連，以適應未來地面防衛作戰型態。
聯兵營營長為中校擔任，另有2少校副營長和少校營輔導長。聯兵營採「雙副營長」制度，因聯合兵種營涵蓋不同專業，除了營長養成須具備多專才，也透過具備不同專才的兩名副營長相互搭配，達到「互補」功效。例如，若營長為戰車兵出身，副營長就可能具備砲兵、輪型甲車專長。

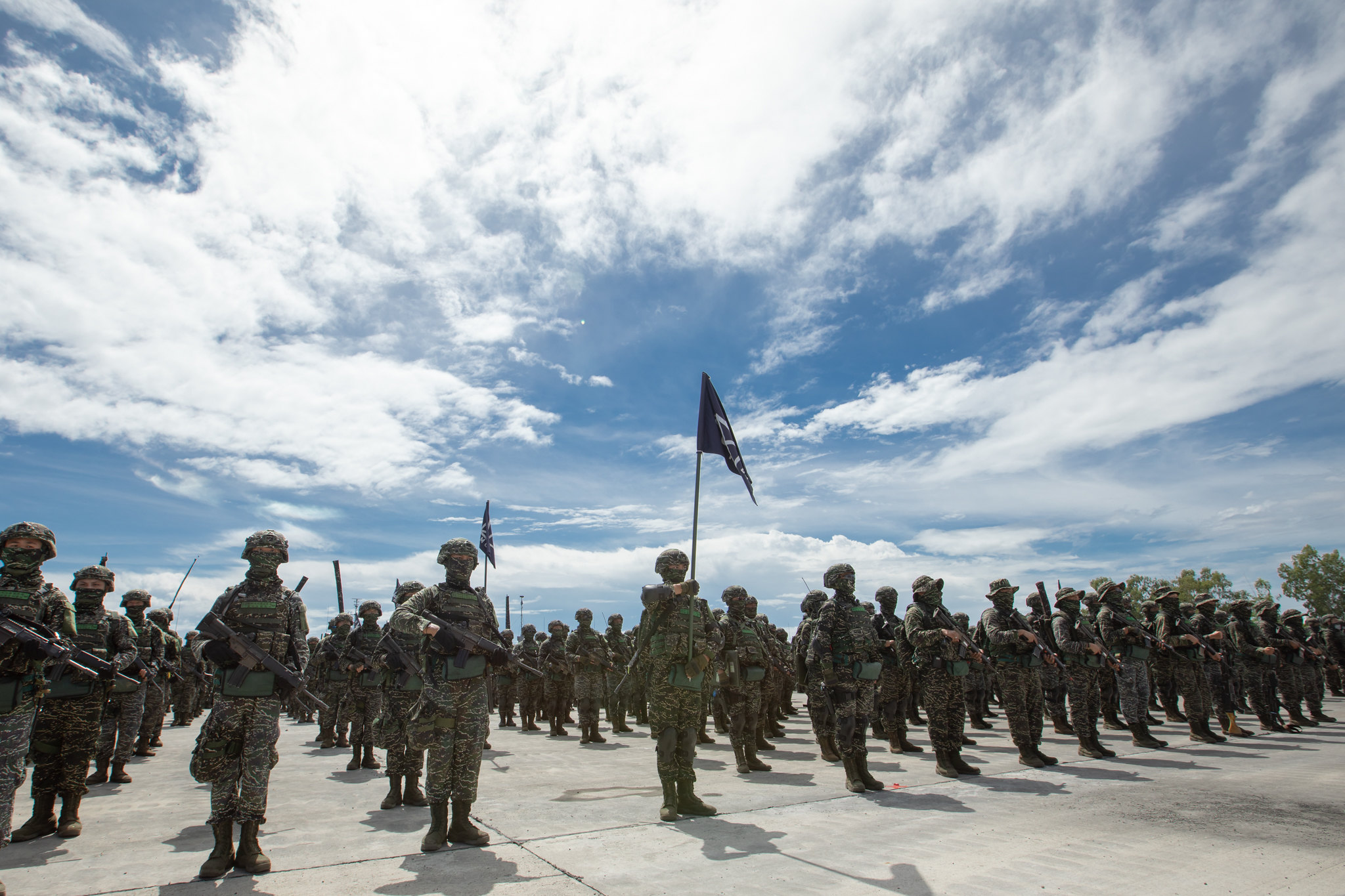
中華民國海軍陸戰隊第九九旅步兵第二營。

## 美國

### 陸軍
南北戰爭初期，美國陸軍對於營的結構沒有固定，只要由數個連組成就是一個營。而正規軍建立後，成立了九個步兵團，每個團由兩個至三個營組成，每個營有八個連，營長由少校軍官擔任。
第二次世界大戰期間，一個步兵團通常由三個營組成，每個營由三個步槍連和一個重型武器連組成，例如A連 、B連、C連和D連組成第1營、E連 、F連、G連和H連組成第2營、I連 、K連、L連和M連組成第3營，其中D連、H連和M連為重型武器連。
冷戰時期，一個營有五個連：總部與總部連（HHC）、 A連、B 連 、C 連、戰鬥支援連（CSC），外加偵察排和重型迫砲排各一個。
現在的美國陸軍一個營由四至六個連組成，約500至600人，包括一位中校營長，一位少校執行官，一位一等士官長，一個團由兩至六個建制營組成，一個旅由三至七個營組成。

### 海軍陸戰隊
一營由二至五個連組成，通常包括三個步兵連，一個兵器連，和一個營部連，包括約900－1,200名官兵，通常由中校軍官擔任營長。